# Конотоп
Коното́п (на украински: Конотоп) е град в Сумска област, Украйна.
Населението му е 68 000 жители (2025). Намира се в часова зона UTC+2.
За първи път е споменат през 1634 г., а получава статут на град през 1648 г.